# Tane Muto
Tane Muto ist eine osttimoresische Aldeia. Sie liegt im Südosten des Sucos Culu Hun (Verwaltungsamt Cristo Rei, Gemeinde Dili). In Tane Muto leben 732 Menschen (2015).
Südlich von Tane Muto liegt die Aldeia Lao Rai/Caregatiro, westlich, jenseits der Rua do Enfermeiro Matias Duarte, die Aldeias Nato und Soru Motu Badame und nördlich die Aldeia Loe Laco. Im Osten befindet sich jenseits des Flussbetts des Bemoris, einem Quellfluss des Mota Clarans, der Suco Becora.